# Naturgas
Naturgas, også kaldet fossilgas, er en fællesbetegnelse for den gas, der i lighed med råolie findes i undergrunden. 
Naturgas består fortrinsvis af metan, men den indeholder også ethan, propan, butan og andre længere kulstofkæder, samt en række andre sporstoffer såsom SOx-forbindelser, NOx-forbindelser og COx-forbindelser. Naturgassens sammensætning og dermed kvalitet varierer meget ved forskellige felter. Generelt er naturgas fra den danske del af Nordsøen karakteriseret ved at have en meget høj kvalitet med omkring 90% methan og meget få SOx- og NOx-forbindelser. Kvaliteten af naturgas måles ved hjælp af det såkaldte Wobbe indeks, der beskriver energitætheden i gassen.
Naturgas er, som kul og olie, et fossilt brændstof. Afbrænding af naturgas udleder mindre fossil-CO2 per energimængde end andre typer fossile brændsler, og naturgas betragtes derfor som det mindst klimaskadelige fossile brændstof, dog er metan 25 gange mere skadeligt ved direkte udslip end CO2.
| Stenkul   | Fuelolie  | Naturgas (Nordsø) |
| --------- | --------- | ----------------- |
| kg CO2/GJ | kg CO2/GJ | kg CO2/GJ         |
| 95,00     | 78,00     | 56,78             |

Verdens samlede kendte reserver af naturgas anslås til 172 billioner (1012) kubikmeter, hvoraf over en fjerdedel (47,7 billioner kubikmetre) alene findes i Rusland. Verdens samlede forbrug af naturgas ligger på 3 billioner m3. Det betyder, at der er kendte reserver til omkring 50 års globalt forbrug af naturgas med det nuværende forbrug. Forbruget af naturgas forventes dog at stige til 5 billioner m3 frem mod år 2030 ifølge prognoser fra EIA. Især skifergas og gas i sandstens-lag udvundet med hydraulisk frakturering (fracking) har bidraget til øget gasproduktion i USA. Det er svært at gisne om, hvor store de ukendte reserver af naturgas er, men udforskningen er i de senere år blandt andet rykket ud på dybhavet og op i polaregnene, hvor det forventes, at der er store ukendte forekomster.
Naturgas bliver transporteret over lange afstande gennem internationale transmissionssystemer (rør). Langt hovedparten af Europas naturgasforbrug blev således produceret i det nordlige Rusland og pumpet tusinder af kilometer frem til forbrugerne i Europa.
Naturgassen kan også sejles, hvis den omformes til LNG (Liquid Natural Gas). Det sker ved komprimering og afkøling til en temperatur på minus 176 °C, hvilket får naturgassen til at optræde i flydende form. Dette gør dog LNG-transport energi-ineffektiv og dyr, og denne transportform var derfor ikke særligt udbredt før årtusindskiftet, men giver også adgang til producenter udenfor rørnettet.

## Naturgas i Danmark
Der blev opdaget store mængder olie og naturgas i den danske del af Nordsøen i 1966 hhv. 1968. Det var blot et par år, efter at A.P. Møller med Dansk Undergrunds Consortium havde fået koncession til at udforske og udnytte et område i Nordsøen, i 1962/63. Efter mange diskussioner mellem forskellige aktører blev det samlede danske naturgasnet indviet den 1. oktober 1984 af dronning Margrethe. Danmarks naturgasressourcer er over 50 milliarder kubikmeter, især i Tyrafeltet. Danmark har bygget 2 underjordiske gaslagre (i Midtjylland og Sjælland) med plads til ialt 1 milliard kubikmeter gas. Rørledningen Baltic Pipe fra Norge via Danmark til Polen startede drift i 2022, og et rør fra Sjælland til Falster og Lolland åbnede i 2024.
Der findes også naturgas under dansk landjord i form af skifergas, som er bundet i skiferformationer cirka 4 kilometer under jordoverfladen.
Danmarks gasforbrug var i 2024 1700 mio m³. Det svinger mellem 15 PetaJoule (4 TWh, 425 mio m3) pr. kvartal om sommeren, og det dobbelte om vinteren. En stigende andel udgøres af biogas, som var 38% i 2024. Husholdninger brugte omkring 20% af rørgassen i 2023. Ifølge en rapport fra brancheforeningen Green Power Denmark var der i 2024 omkring 300.000 privatkunder og 35.000 erhvervskunder. Af disse var der omkring 100.000 gasfyr i mulige fjernvarmeområder. I løbet af 2023 skiftede ca. 40.000 gaskunder varmekilde, hvoraf hovedparten enten skiftede til fjernvarme eller en varmepumpe. Efter flere års renovering blev Tyrafeltet genåbnet sidst i 2024.